# Bahnhof Bremerhaven-Lehe
Bremerhaven-Lehe Personenbahnhof oder üblicherweise der Leher Bahnhof oder Bahnhof Lehe ist ein Durchgangsbahnhof am Streckenkilometer 187,8 der Bahnstrecke Wunstorf–Bremerhaven Seehafen. Der Bahnhof befindet sich in Bremerhaven, Stadtteil Lehe am Bürgermeister-Kirschbaum-Platz und stammt von 1914.
Das Bauwerk wurde 2010 unter Bremer Denkmalschutz gestellt.

## Geschichte
Bremerhaven, Geestemünde und Lehe waren zum Ende des 19. Jahrhunderts zu einem städtischen Gefüge zusammengewachsen. 1924 wurden Lehe, Geestemünde und Wulsdorf etc. zur Stadt Wesermünde vereinigt, 1939 kam Bremerhaven als Stadtteil Mitte hinzu; heute ist das die Stadt Bremerhaven. Seit 1862 gab es die Bahnstrecke Bremen–Geestemünde, auch als „Geestebahn“ bezeichnet mit Endpunkt am alten Bahnhof Geestemünde an der heutigen Klußmannstraße. 1896 entstanden auch die Strecken Lehe–Cuxhaven und nach Bederkesa, die kurz vor dem alten Bahnhof Geestemünde abzweigten. Lehe hatte nun einen ersten sehr bescheidenen Bahnhof, der etwa am Ende der Apenrader Straße stand.
Güter- und dann auch Personenverkehr auf denselben Gleisanlagen inmitten der Stadt stellten sich als Hemmnis für die wirtschaftliche und die städtebauliche Entwicklung heraus. Daher wurden die Schienennetze der drei Unterwesergemeinden gemeinsam neu organisiert. Bis 1914 entstand eine neue Streckenführung aus den Hafen bzw. von Cuxhaven über Speckenbüttel, Lehe und Geestemünde nach Wulsdorf mit den neuen Personenbahnhöfen Geestemünde (heute Bremerhaven Hauptbahnhof) an der Friedrich-Ebert-Straße und dem kleineren Bahnhof Lehe.

Um den damals abseits gelegenen Staatsbahnhof Lehe stadtseitig anzubinden, wurde die Linie 3 der Bremerhavener Straßenbahn zum Bahnhof geführt. 1952 ist die, als Wendeschleife ausgebaute, Endstelle noch genutzt worden (siehe Gleisplan rechts).

### Gebäude
Das Bahnhofsgebäude entstand nach Plänen des Architekten Ernst Moeller von der Königlichen Eisenbahn-Direktion Hannover von 1912 bis zum 1. Juli 1914. Die Gestaltung des Bahnhofs Lehe ist dem gleichzeitig errichteten, größeren Hauptbahnhof in Geestemünde deutlich verwandt. Der Bahnhof Lehe hat eine ähnliche Gliederung der Funktionsbereiche wie der durch die preußische Eisenbahnverwaltung errichtete Hauptbahnhof in Hannover.
Im Zentrum der symmetrischen Gebäudeanlage steht das Empfangsgebäudes mit der Eingangshalle, die sich zum Bahnhofsvorplatz mit zwei geraden abgeschlossenen Fenstergruppen öffnet. Die niedrigeren Bauten an beiden Seiten enthielten einst die Gepäckabfertigungen und die Wartehallen. Im nördlichen Flügel befanden sich getrennt voneinander die Wartehallen für die 1. und 2. sowie für die 3. und 4. Klasse. Im südlichen Flügel war die Bahnhofsverwaltung untergebracht; ein Eilgutschuppen schloss sich an. Ein Tunnel verbindet die hochliegenden Bahnsteige mit dem Empfangsgebäude.
Das Mansarddach über dem Mitteltrakt ziert auf dem Dachfirst ein Türmchen für die Uhr. Geschoßübergreifende Wandvorlagen gliedern die Fassade. Über den nahezu gleich dimensionierten Flügelbauten befinden sich Walmdächer. Das Gebäude aus der Epoche der Jahrhundertwende im Reformstil der Zeit hat wenige dekorative Zutaten. Als Bauschmuck gibt es die gliedernden Elemente sowie drei Sandsteinreliefs an den Pfeilern des Mittelpavillons vom Bildhauer Hermann Mesecke. Er zeigt Allegorien des Bahnverkehrs und des Fischfangs.
1983 wurde das Bahnhofsgebäude verkauft. Der Eingangsbereich wurde durch den Einbau eines Discounters verunstaltet. Nach dem Auszug des Marktes unterblieb der Rückbau. Auf dem Vorplatz ist noch der Eingang zum Luftschutzbunker erhalten.

## Anlagen
Die Gleise liegen im Bahnhofsbereich in Hochlage. Gleis 1 und 2 im Westen sind reine Durchfahrtsgleise. Zwischen den östlichen Gleisen 3 und 4 befindet sich ein Mittelbahnsteig, der teilweise überdacht ist. Der Zugang erfolgt über eine Unterführung von Westen, wo sich auch das Bahnhofsgebäude befindet.
Nördlich des Bahnhofes befinden sich zahlreiche Abstellgleise und die Reste des ehemaligen Bahnbetriebswerkes. Im Süden gab es mehrere Anschlussgleise, sie sind heute abgebaut.
Die (Wieder-)Verlängerung des Mittelbahnsteigs auf 225 m erfolgt ab 2024, der Bau eines dritten Bahnsteigs am Gleis 1 ost in den folgenden Jahren geplant.

## Verkehr
Am Bahnhof halten zwei Regional-Express-Linien nach Bremen, dort verkehren diese abwechselnd nach Hannover oder Osnabrück. Verdichtet wird der Verkehr nach Bremen durch die Regio-S-Bahn nach Twistringen. Die Regionalzüge nach Cuxhaven und Buxtehude über Bremervörde werden von der evb betrieben.
| Linie | Linienverlauf | Takt                                                                | Betreiber                                         |
| ----- | --- | ------------------------------------------------------------------- | ------------------------------------------------- |
| RE 8  | Bremerhaven-Lehe – Bremerhaven Hbf – Osterholz-Scharmbeck – Bremen Hbf – Bremen-Mahndorf – Achim – Verden (Aller) – Dörverden – Eystrup – Nienburg/Weser – Neustadt a Rübenberge – Wunstorf – Hannover Hbf Stand: Fahrplanwechsel Dezember 2024                                                                                  | 120 min                                                             | DB Regio Nord                                     |
| RE 9  | Bremerhaven-Lehe – Bremerhaven Hbf – Osterholz-Scharmbeck – Bremen Hbf – Kirchweyhe – Syke – Bassum – Twistringen – Barnstorf – Diepholz – Lemförde – Bohmte – Osnabrück Hbf Stand: Fahrplanwechsel Dezember 2024 | 120 min                                                             | DB Regio Nord                                     |
| RB 33 | Buxtehude – Bremervörde – Bremerhaven – Bremerhaven-Lehe – Dorum – Cuxhaven | 60 min                                                              | Eisenbahnen und Verkehrsbetriebe Elbe-Weser (evb) |
| RS 2  | Bremerhaven-Lehe – Bremerhaven Hbf – Bremerhaven-Wulsdorf – Loxstedt – Lunestedt – Stubben – Lübberstedt – Oldenbüttel – Osterholz-Scharmbeck – Ritterhude – Bremen-Burg – Bremen Hbf – Bremen-Hemelingen – Dreye – Kirchweyhe – Barrien – Syke – Bramstedt (b Syke) – Bassum – Twistringen Stand: Fahrplanwechsel Dezember 2023 | 60 min 30 min (Bremen Hbf–Bremerhaven-Lehe in der HVZ-Lastrichtung) | NordWestBahn                                      |

In den Fahrplanjahren 2022 bis 2024 wurden Bremerhaven-Lehe und Bremerhaven Hbf vom Intercity der Linie 35 bedient. Ein Zug pro Tag verkehrte von Koblenz Hbf nach Bremerhaven-Lehe, in der Gegenrichtung endete dieser bereits in Köln Hbf. Wegen zu geringer Buchungszahlen wurde diese Verbindung ab dem Fahrplanjahr 2025 wieder eingestellt. Bremerhaven verlor damit erneut seinen Anschluss an das Fernverkehrsnetz der deutschen Bahn. 
Die Linien 507, 508 und das Anruflinientaxi 518 binden den Leher Bahnhof an weitere Stadtteile und den Nachbarort Spaden an. Ab 1. Januar 2022 ist die Nachbarstadt Geestland direkt durch die Linie 525 angebunden.